# Bobrîțea, Kiev-Sveatoșîn
Bobrîțea (în ucraineană Бобриця) este o comună în raionul Kiev-Sveatoșîn, regiunea Kiev, Ucraina, formată numai din satul de reședință.

## Demografie
Componența lingvistică a comunei Bobrîțea
     Ucraineană (96,11%)
     Rusă (3,72%)
Conform recensământului din 2001, majoritatea populației comunei Bobrîțea era vorbitoare de ucraineană (96,11%), existând în minoritate și vorbitori de rusă (3,72%).